# Kuzma
Kuzma je naselje v Sloveniji na Goričkem in središče Občine Kuzma.
Kuzma je razloženo naselje z gručastim jedrom in središče istoimenske občine ob zgornjem toku potoka Lukaj na severozahodnem Goričkem ob meji z Avstrijo. V samem naselju so pomembnejše zgradbe: Cerkev sv. Damjana in Kozme trgovina Mercator, Osnovna šola Kuzma, pošta in gasilski dom Kuzma, gostilni Gaberšek in Bistro Petek, občinska stavba, zdravniška ambulanta in dom upokojencev.

## Zanimivosti
Naselje Kuzdoblan se je 10. novembra 1929 preimenovalo v Kuzmo, po Sv. Kozmu in Damjanu.